# Трёстер, Артур
Артур Трёстер (нем. Arthur Tröster; 1906, Ростов-на-Дону — 1997, Гамбург) — немецкий виолончелист.
Ученик Пабло Казальса. В 1935—1945 гг. первая виолончель Берлинского филармонического оркестра. Затем играл в Оркестре Северогерманского радио, преподавал в Гамбургской Высшей школе музыки. В 1945—1975 гг. был также виолончелистом в трио Конрада Хансена (вместе с пианистом Хансеном и скрипачом Эрихом Рёном).